# Paul Furey
Paul Furey (Dublin, 6 mei 1948 ‒ aldaar, 16 juni 2002) was een Ierse folkmuzikant, hij speelde accordeon bij de befaamde Ierse groep The Fureys and Davey Arthur.
Hij was de jongste van de vier broers Furey, maar stierf als eerste; hij overleed aan darmkanker na een kort ziekbed. Hij liet zijn vrouw Catherine en drie zoons met veel verdriet achter. Voor hij met The Fureys and Davey Arthur optrad, maakte hij deel uit van The Buskers samen met zijn broer George Furey en Davey Arthur.
Nadat Finbar en Eddie in 1978 een ongeluk hadden gehad in Duitsland, besloten de vier broers en Davey samen de nieuwe band te vormen. Dolores Keane waarvan gezegd wordt dat zij The Voice of Ireland is, verklaarde na de dood van Paul dat hij volgens haar de beste achtergrond accordeonist van de wereld was. De Fureys kwamen uit een muzikale familie waarin vader Ted een voortreffelijk violist was en moeder op de accordeon speelde. 

## Discografie
The Buskers, Ted Furey, and the Furey Family
- Ted Furey, Toss the Feathers, (met Brendan Byrne), 1969
- The Life of a Man, 1973, (met Brendan Leeson)
- The Buskers, 1974.
- The Furey Family, Intercord, 1977.

The Fureys and Davey Arthur
- Emigrant, Polydor, 1977.
- Morning on a Distant Shore, 1977.
- Banshee, Dolby, 1978.
- The Green Field of France, 1979
- The Story of The Furey Brothers and Davey Arthur, 1980
- When You Were Sweet 16, 1982
- In Concert, 1983
- Steal Away, Ritz, 1983.
- Golden Days, K-Tel, 1984.
- In Concert, Ritz, 1984.
- At the End of a Perfect Day, 1985.
- The First Leaves of Autumn, 1986.
- Red Rose Café/Irish Eyes/Sitting Alone, 1987,(EP)
- Dublin Songs, 1988
- Poor Man's Dream, 1988.
- The Scattering, 1988, laatste album met Davey Arthur
- Wind of Change, 1992
- Claddagh Road, 1994
- Alcoholidays
- I Will Love You
- The Best of the Fureys and Davey Arthur, 1993
- Winds of Change, 1992
- May We All Someday Meet Again, 1993, zonder Finbar Furey
- The Fureys 21 Years On, 1999, zonder Finbar Furey
- The Essential Fureys, 2001
- Chaplin Sings … The Fureys Sing Chaplin, 2002, zonder Finbar Furey

- At home in Ireland (Video)